# Свободен театър (оперетен театър)
 Тази статия е за оперетния театър.  За пътуващия театър вижте Свободен театър (пътуващ театър).  
„Свободен театър“ е първият постоянен професионален оперетен театър в България. Съществува в София през периода 1918 – 1927 г.

## История
Открит е с постановката на „Царицата на чардаша“ от Имре Калман на 5 декември 1918 г.
Театърът се помещава в собствена сграда с голяма зрителна зала с 1200 места на бул. „Константин Стоилов“. В нея днес се помещава Националният музикален театър. През 1922 г. се създават още 2 отдела към театъра – оперен и драматичен. През 1923 г. сградата на театъра е отнета и е предоставена на Народния театър, за да се помещава в нея, тъй като сградата му е опожарена.
През 1924 г. Свободният театър се преустройва в Пътуващ свободен театър. Окончателно се разформирова през 1927 г.

## Състав
Директор, художествен ръководител и режисьор на театъра е Петър Стойчев.

### Диригенти
През годините към оперетния театър работят диригентите Панайот Пипков, Тодор Хаджиев, Маестро Георги Атанасов, Тодор Торчанов, Антон Тони, Павел Стефанов, Коста Тодоров, Илия Стоянов (Чанчето).

### Режисьори
Освен на Петър Стойчев в театъра се представят постановки под режисурата на Стоил Стоилов, Борис Еспе и Стоян Бъчваров.

### Хормайстори
Хормайстори към оперетния театър са Илия Бърнев, Константин Рамаданов и Боян Соколов.

### Хореографи
Хореографията в театъра се осъществява под ръководството на Руска Колева, Елена Жабчинска, Елисавета Глюк и Ана Бонковска.

### Артисти
При откриването си през 1918 г. в оперетния театър играят артистите Мара Чуклева, Вяра Сълплиева, Лила Шибойкова, Донка Палазова, Генчо Марков, Цветана Зографова, Матю Македонски, Иван Радев, Надя Илкова, Люба Филипова, Александър Хаджиев, Роза Розенберг, Иван Станев. През 1922 г. от театър „Ренесанс“ се присъединяват актьорите Асен Русков, Мими Балканска, Петко Ников, Симеон Симеонов, Иван Цачев. В драматичния отдел на театъра играят актьорите Кръстьо Сарафов, Стоян Бъчваров, Сава Огнянов, Мара Тотева, Теодорина Стойчева, Иван Димов, Владимир Тенев, Христо Коджабашев, Любомир Золотович.
В знак на протест със своеволията на акционерите на театъра, в края на 1922 г. артистите Вяра Сълплиева, Мими Балканска, Асен Русков, Ангел Сладкаров, Петко Ников, Иван Цачев, Иван Станев, Симеон Симеонов, заедно с режисьора Стоил Стоилов и диригента Илия Стоянов (Чанчето), го напускат и създават „Кооперативен театър“.

## Постановки
По-значимите постановки на оперетния театър са оперетите:
- „Царицата на Чардаша“ от Имре Калман
- „Баядерка“ от Имре Калман
- „Веселата вдовица“ от Франц Лехар
- „Граф фон Луксембург“ от Франц Лехар
- „Хубават Елена“ от Жак Офенбах
- „Цигански барон“ от Йохан Щраус[1][2]